# وليم ر. تروتر
وليم ر. تروتر (بالإنجليزية: William R. Trotter)‏ (1943 - 28 فبراير 2018)؛ كاتب، صحفي وروائي أمريكي.